# Estrada de Ferro Carajás
A Estrada de Ferro Carajás (EF-315), também conhecida pela sigla EFC, é uma ferrovia diagonal brasileira com 892 km de extensão, em bitola larga, operada pela mineradora Vale S.A.. Passa pelos estados do Maranhão e do Pará, ligando o Porto de Ponta da Madeira, no município de São Luís (MA), a Marabá e Parauapebas (PA). Sua denominação no Plano Nacional de Viação é EF-315, mas também foi apelidada de Ponta da Madeira-Carajás. Apesar dos problemas enfrentados pelo transporte de passageiros de longa distância no Brasil, este sistema transporta atualmente cerca de 1.500 usuários por dia.
É uma das maiores ferrovias de transporte de passageiros em operação no Brasil, possuindo 5 estações e 10 paradas, percorrendo São Luís (MA), Santa Inês (MA), Açailândia (MA), Marabá (PA) e Parauapebas (PA). Entretanto, a EF-315 é especializada no transporte de cargas minerais, extraídas das minas da Serra dos Carajás, e levados até os portos da Baía de São Marcos no Maranhão para exportação. Por seus trilhos, são transportados mais de 120 milhões de toneladas de carga e 350 mil passageiros por ano.
A EF-315 está ainda interligada com outras duas ferrovias: a malha da Ferrovia São Luís–Teresina e a Ferrovia Norte-Sul. A primeira atravessa dois estados da região Nordeste e liga-se ao sistema Transnordestino, e; a segunda corta os estados de Maranhão, Tocantins, Goiás, Minas Gerais e São Paulo, facilitando a exportação de grãos e produtos industrializados pelo Porto do Itaqui, em São Luís.

## História
A história da EF-315 está atrelada ao surgimento, desenvolvimento e exploração do Programa Grande Carajás (PGC). As obras da ferrovia se iniciaram em 1982 e foram finalizadas em 1985, com a inauguração da ferrovia pelo então presidente João Baptista de Oliveira Figueiredo.

### Programa Grande Carajás

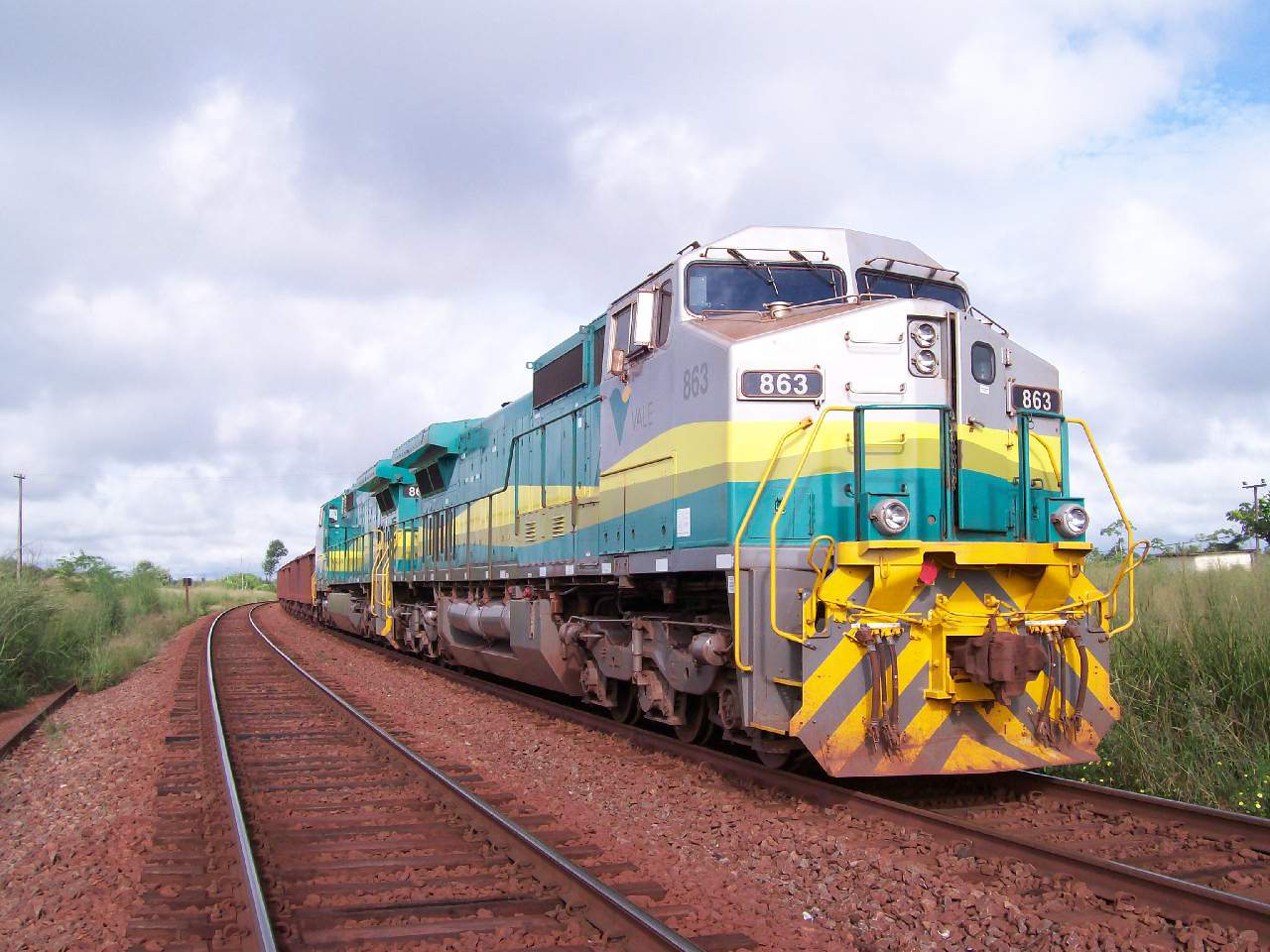
Trem de minério da Estrada de Ferro Carajás em Açailândia.

Com o descobrimento das reservas minerais da Serra dos Carajás em 1966, a Companhia Vale do Rio Doce (CVRD) se associou com a U.S. Steel fundando em 1970 a Amazônia Mineração S. A. (AMZA).
Em 1976 os estudos de engenharia do PGC foram concluídos, e a concessão dada pelo governo federal ao consórcio AMZA para construção e operação da ferrovia entre a Serra de Carajás e a Ponta da Madeira, no litoral do Maranhão.
Em 1977 a CVRD adquiriu da U.S. Steel as ações restantes da AMZA, assumindo com exclusividade a responsabilidade pela implantação do PGC.
Em 1972, a Vale, por meio de sua subsidiária Rio Doce Engenharia e Planejamento S.A - RDEP, associou-se à USS Engineers and Consultants INC. (também subsidiária da US Steel) para constituir a VALUEC Serviços Técnicos Ltda.A empresa foi criada com o objetivo de viabilizar o Projeto Carajás, por meio de estudos técnico-econômicos da exploração do ferro na região.
A VALUEC foi responsável por definir o modo de escoamento do minério, comparando diversas opções de transporte interior ligadas a diversas alternativas portuárias. A empresa realizou toda a concepção da Estrada de Ferro Carajás, projetos básicos, projetos operacionais e estudos de viabilidade.
Em 1978, a VALUEC teve a razão social alterada para VALEC Comércio e Serviços Ltda..

### Obras e inauguração
A construção da Estrada de Ferro Carajás foi iniciada com o lançamento dos trilhos nos primeiros 15 km em agosto de 1982, prosseguido as obras, sendo alcançada a divisa entre os estados de Maranhão e Pará em setembro de 1984.
Com a conclusão da grande ponte sobre o rio Tocantins (Ponte Mista de Marabá), em outubro de 1984, o lançamento final dos trilhos foi encerrado em 15 de fevereiro de 1985.
A ferrovia foi oficialmente inaugurada em 28 de fevereiro de 1985, com a presença do então presidente da república João Figueiredo, iniciando-se imediatamente o transporte de minérios de ferro e de manganês para exportação. Mesmo após a inauguração oficial a construção de pátios intermediários ao longo de toda a extensão da ferrovia ainda prosseguiu, sendo inaugurado oficialmente o transporte comercial de passageiros em março de 1986.
O transporte de grãos e derivados de petróleo iniciou-se em 1985, todos embarcando do terminal de Açailândia.
A partir de 1988 várias usinas para produção de ferro gusa foram inauguradas as margens da ferrovia, nos municípios de Marabá, Santa Inês e Açailândia. O escoamento do ferro gusa também é feito pela ferrovia.

### Duplicação

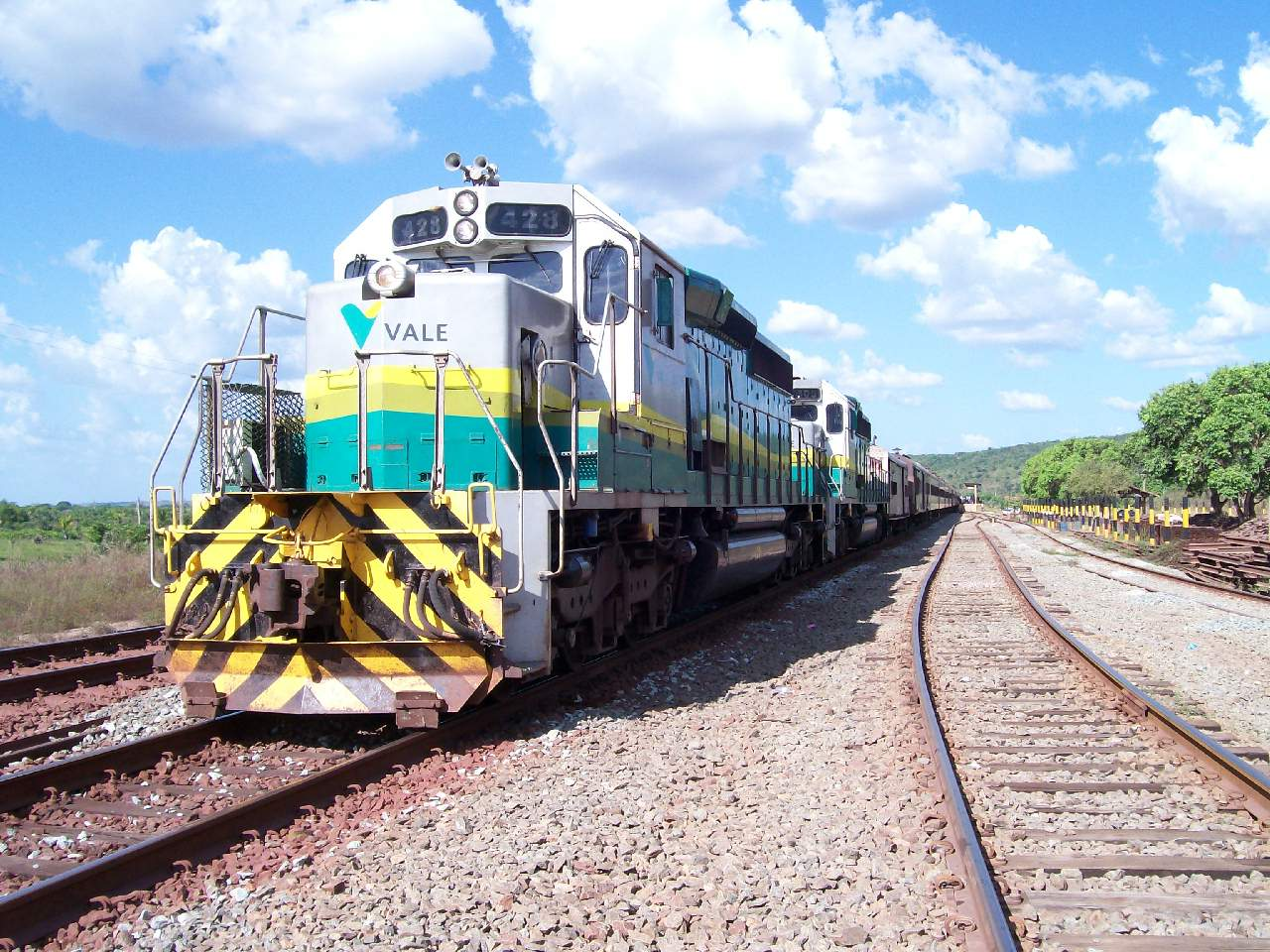
Trem de passageiros da EF-315.

Desde 2010 a Estrada de Ferro Carajás está passando por um processo de duplicação, que pode vir a diminuir os atrasos no transporte de passageiros e cargas da ferrovia. Está prevista a duplicação de 570 quilômetros desta malha, incluindo a construção de um novo ramal ferroviário com 101 quilômetros (ligando a nova mina Canaã S11D, perto de Carajás, à ferrovia).
Em junho de 2017, a obra contava com 66% de avanço físico, totalizando 367 quilômetros duplicados.
Este projeto, o maior investimento em logística da história da Vale, ainda inclui a expansão dos terminais ferroviário e marítimo de Ponta da Madeira, em São Luís (MA). Com o fim das obras, a capacidade de transporte dos atuais 150 milhões de toneladas será elevada para 230 milhões de toneladas por ano a partir de 2018, em um projeto total estimado em US$ 7,9 bilhões.
As obras foram concluídas em agosto de 2018, tendo sido duplicados no total 575 quilômetros de ferrovia entre o Pará e o Maranhão.

### Ramal Ferroviário Sudeste do Pará
Com obras iniciadas em fevereiro de 2014, o Ramal Ferroviário Sudeste do Pará é a maior obra de extensão realizada na ferrovia, desconsiderando a duplicação, que é somente de aumento da capacidade em si.
Com orçamento calculado em 40 bilhões, é a obra mais cara da Vale, no entanto considerada de vital importância para mineradora, visto que dá acesso a áreas minerais de importância estratégica.
Possui 101,1 km de extensão, sendo 85,3 km de linha principal e 15,8 km na pêra ferroviária. Estabelece ligação entre o km 858 da EF-315, situada em Parauapebas, e o projeto S11D, em Canaã dos Carajás.
O impacto ambiental e social da obra foi no entanto gigantesco, com comunidades inteiras sendo removidas de suas áreas tradicionais, além de destruição de áreas de preservação ambiental.
A conclusão do ramal se deu em 2016, com a licença de operações saindo no mesmo ano, no entanto ainda em fase de testes. A operação comercial iniciou-se, de fato, em 2017.

## Transporte de passageiros
O transporte de passageiros liga as cidades de Parauapebas e Marabá à capital do Maranhão, sendo de grande importância para maranhenses e paraenses por se tratar de um transporte seguro e mais barato que a opção rodoviária.
As partidas de São Luís no Maranhão são às segundas, quintas e sábados às 8h (geralmente com pelo menos 30 minutos de atraso) e de Parauapebas no Pará às terças, sextas e domingos às 6 da manhã. O horário previsto para chegada em São Luís, que seria às 21h30, raramente é cumprido, devendo o passageiro se prevenir para atrasos de no mínimo uma hora, podendo chegar a sete horas.
A linha conta com as seguintes paradas:
Tabela de Paradas e Horários Estimados
| Origem                                      | Destino                                     | Chegada | Partida | Direção |       |     |
| Anjo da Guarda (São Luís)                   | Arari                                       |         | 08:00   | Ida     |       |     |
| Arari                                       | Vitória do Mearim                           | 10:16   | 10:30   | Ida     |       |     |
| Vitória do Mearim                           | Santa Inês                                  | 10:37   | 10:40   | Ida     |       |     |
| Santa Inês                                  | Alto Alegre do Pindaré                      | 11:46   | 11:56   | Ida     |       |     |
| Alto Alegre do Pindaré                      | Mineirinho (Alto Alegre)                    | 12:51   | 12:56   | Ida     |       |     |
| Mineirinho (Alto Alegre)                    | Auzilândia (Alto Alegre)                    | 13:16   | 13:19   | Ida     |       |     |
| Auzilândia (Alto Alegre)                    | Altamira                                    | 13:37   | 13:40   | Ida     |       |     |
| Altamira                                    | Presa de Porco ou Vila Pindaré (Buriticupu) | 13:59   | 14:02   | Ida     |       |     |
| Presa de Porco ou Vila Pindaré (Buriticupu) | Nova Vida (Bom Jesus das Selvas)            | 14:30   | 15:21   | 14:15   | 14:30 | Ida |
| Nova Vida (Bom Jesus das Selvas)            | Açailândia                                  | 15:21   | 15:26   | Ida     |       |     |
| Açailândia                                  | São Pedro da Água Branca                    | 17:31   | 17:41   | Ida     |       |     |
| São Pedro da Água Branca                    | Marabá                                      | 19:54   | 19:57   | Ida     |       |     |
| Marabá                                      | Itainopólis (Marabá)                        | 21:21   | 21:31   | Ida     |       |     |
| Itainopólis (Marabá)                        | Parauapebas                                 | 22:19   | 22:22   | Ida     |       |     |
| Parauapebas                                 |                                             | 23:50   |         | Ida     |       |     |
| Parauapebas                                 | Itainopólis (Marabá)                        |         | 06:00   | Volta   |       |     |
| Itainopólis (Marabá)                        | Marabá                                      | 07:28   | 07:31   | Volta   |       |     |
| Marabá                                      | São Pedro da Água Branca                    | 08:19   | 08:29   | Volta   |       |     |
| São Pedro da Água Branca                    | Açailândia                                  | 09:53   | 09:56   | Volta   |       |     |
| Açailândia                                  | Nova Vida (Bom Jesus das Selvas)            | 12:09   | 12:19   | Volta   |       |     |
| Nova Vida (Bom Jesus das Selvas)            | Presa de Porco ou Vila Pindaré (Buriticupu) | 14:24   | 14:29   | Volta   |       |     |
| Presa de Porco ou Vila Pindaré (Buriticupu) | Altamira                                    | 15:20   | 15:25   | Volta   |       |     |
| Altamira                                    | Auzilândia (Alto Alegre)                    | 15:48   | 15:51   | Volta   |       |     |
| Auzilândia (Alto Alegre)                    | Mineirinho (Alto Alegre)                    | 16:10   | 16:13   | Volta   |       |     |
| Mineirinho (Alto Alegre)                    | Alto Alegre do Pindaré                      | 16:31   | 16:34   | Volta   |       |     |
| Alto Alegre do Pindaré                      | Santa Inês                                  | 16:54   | 16:59   | Volta   |       |     |
| Santa Inês                                  | Vitória do Mearim                           | 17:54   | 18:04   | Volta   |       |     |
| Vitória do Mearim                           | Arari                                       | 19:10   | 19:13   | Volta   |       |     |
| Arari                                       | Anjo da Guarda (São Luís)                   | 19:37   | 19:40   | Volta   |       |     |
| Anjo da Guarda (São Luís)                   |                                             | 22:00   |         | Volta   |       |     |

## Estatísticas
Os maiores trens do mundo trafegam na Estrada de Ferro Carajás. A maioria das composições chega a ter 330 vagões, puxados por três locomotivas. Como combustível, os trens usam o diesel B20 – mistura de 20% de biodiesel vegetal com 80% de diesel -, diminuindo consideravelmente a emissão de CO2.

### Quantidades transportadas
Em 2016, EF-315 transportou 156,6 milhões de toneladas de carga, sendo 151,8 milhões de toneladas em minério de ferro, além de cobre, níquel, grãos (soja, farelo e milho), combustível e celulose. O Terminal de Grãos do Porto do Itaqui (Tegram) recebe em média 26 mil toneladas de grãos (soja e milho) por dia.
Em 2015, foram transportadas 4,2 milhões de toneladas de grãos pela ferrovia.
De janeiro a outubro de 2017, foram escoados 5,5 milhões de toneladas de grãos pela EF-315, um crescimento de 31% entre 2017 e 2015.
De 2014 a 2017, foram escoados 11,7 milhões de toneladas de grãos entre Porto Nacional (TO) e o Porto do Itaqui (São Luís).
O Porto do Itaqui exportou 1,184 milhões de toneladas de papel e celulose de janeiro a outubro de 2017, produzidos pela unidade da  unidade da Suzano Papel e Celulose em Imperatriz (MA), trazidos pela Ferrovia Norte Sul e Ferrovia Carajás.
Em 2015, 1,2 bilhões de litros de combustível circularam pela EF-315 do Porto do Itaqui, em São Luís (MA), com destino à Marabá (PA), Açailândia (MA), e Palmas (TO).
Em 2024, a EFC movimentou 179,5 milhões de toneladas, em especial minério de ferro (177 milhões), combustíveis (936 mil), cobre (866 mil), ferro-gusa (608 mil), carvão mineral (97 mil) e manganês (22 mil), não tendo sido consideradas as cargas movimentadas por direito de passagem da Ferrovia Norte-Sul.

### Velocidade
A ferrovia possui raio mínimo de curva de 860 m e rampa máxima de 0,4% no sentido exportação, o que permite uma velocidade máxima de 132 km/h.
No sentido importação a rampa máxima é de 1%. A VMA padrão é de até 80 km/h quando a via não se encontra com restrição, tais restrições podendo reduzir a velocidade para 40 km/h geralmente, exceto para trens de minério carregados, cuja VMA é de 65 km/h.

## Galeria

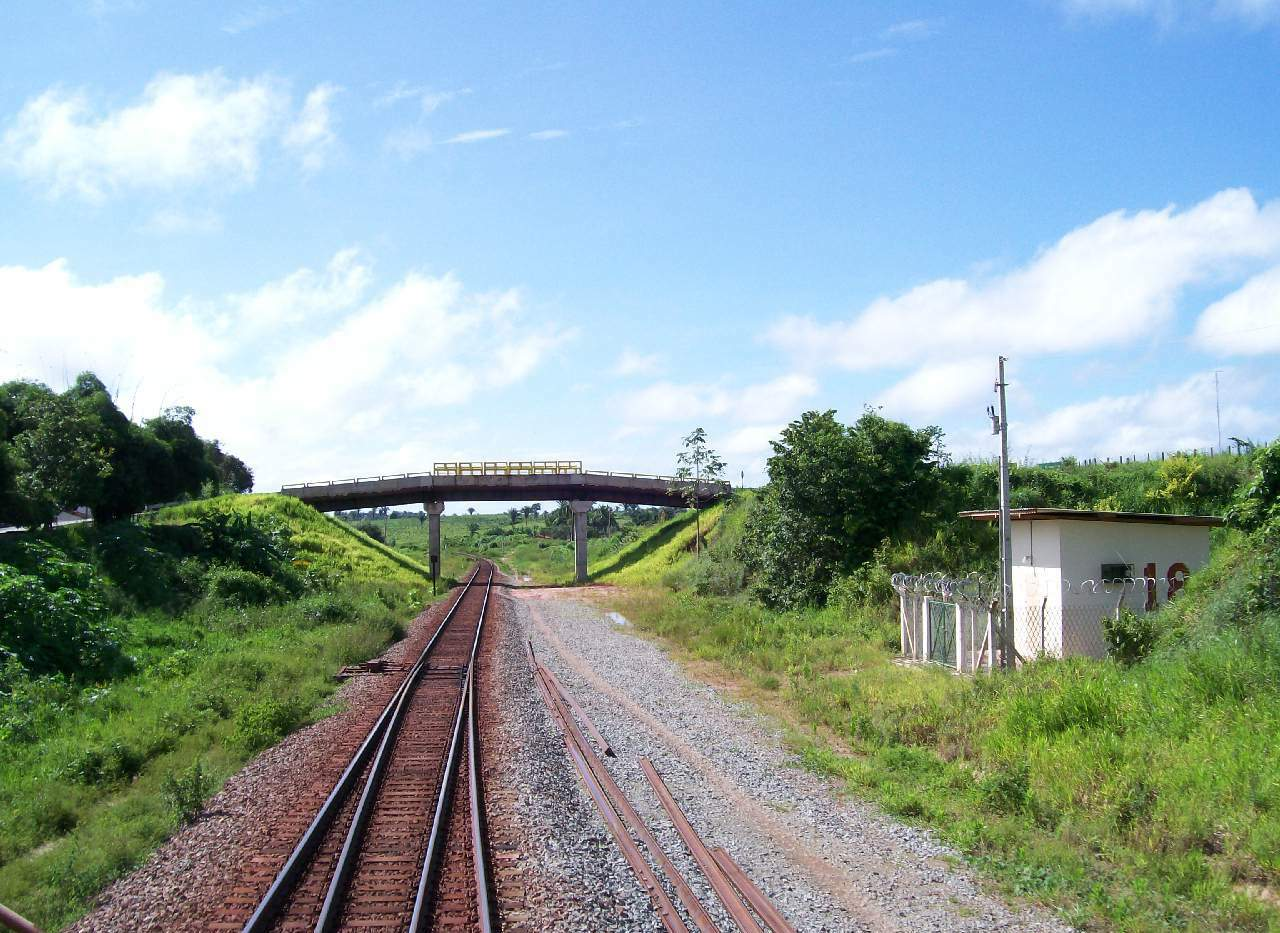
Estrada de Ferro Carajás.
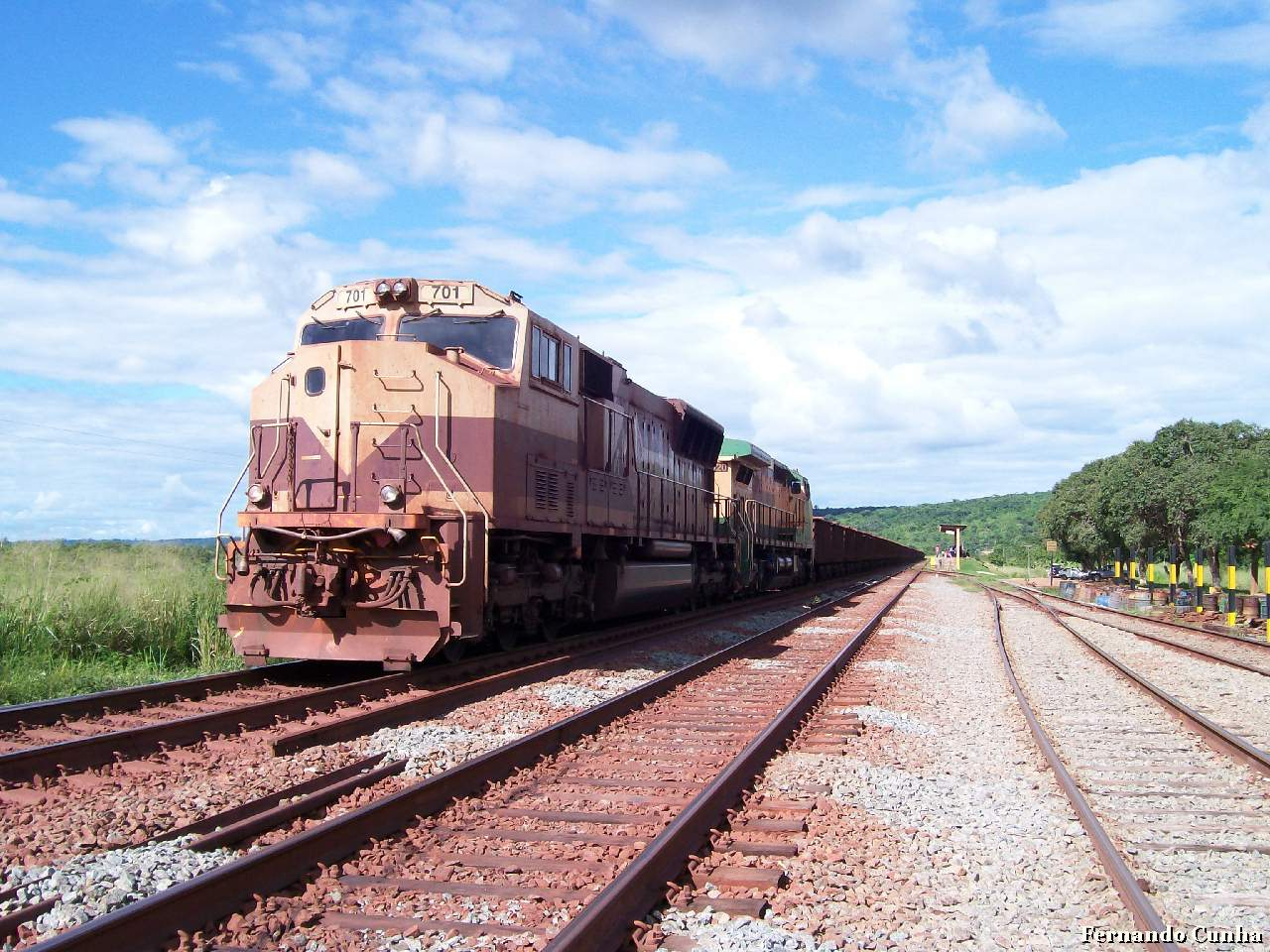
Trem de minério da Estrada de Ferro Carajás.
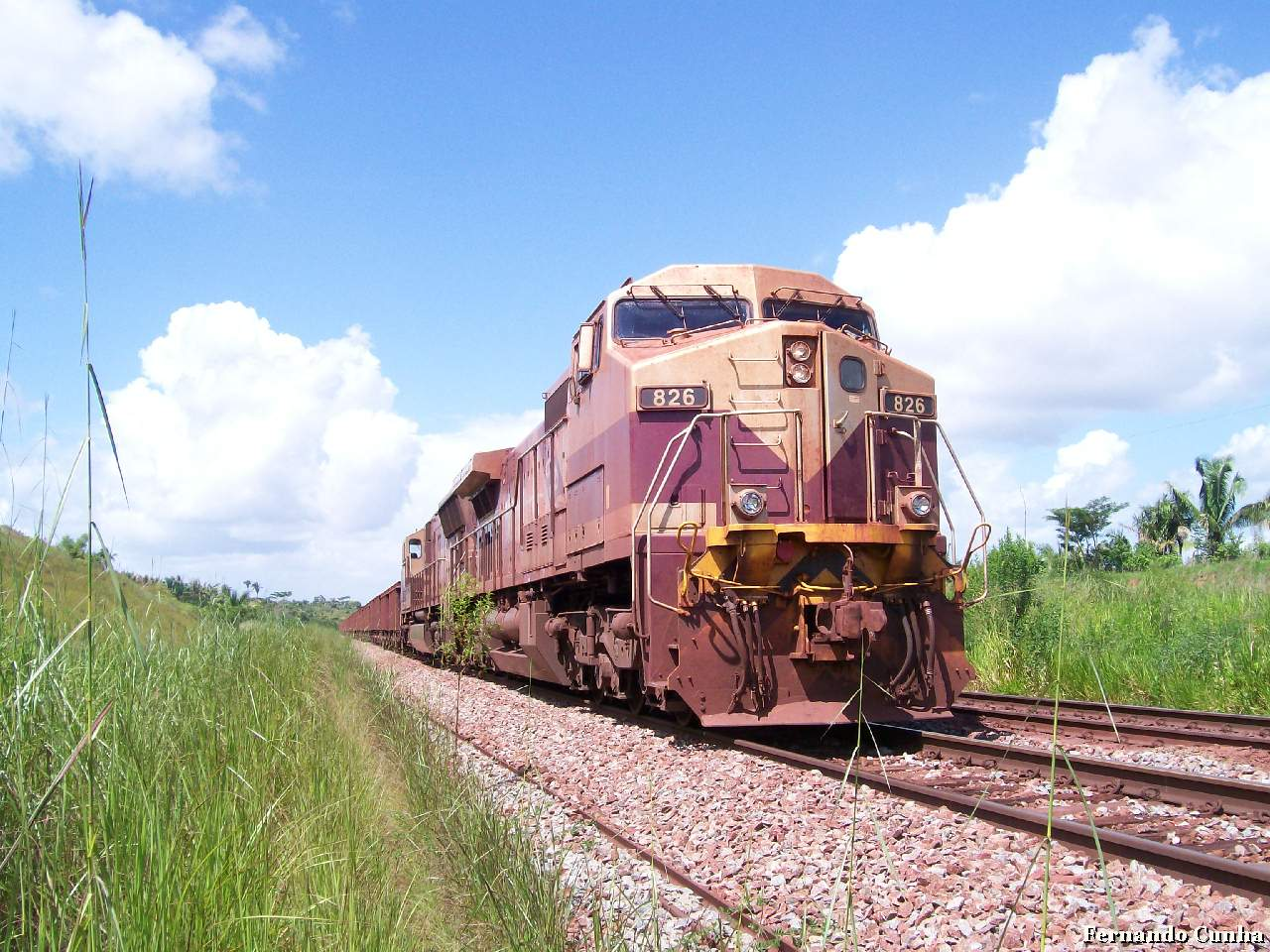
Trem de minério da Estrada de Ferro Carajás.
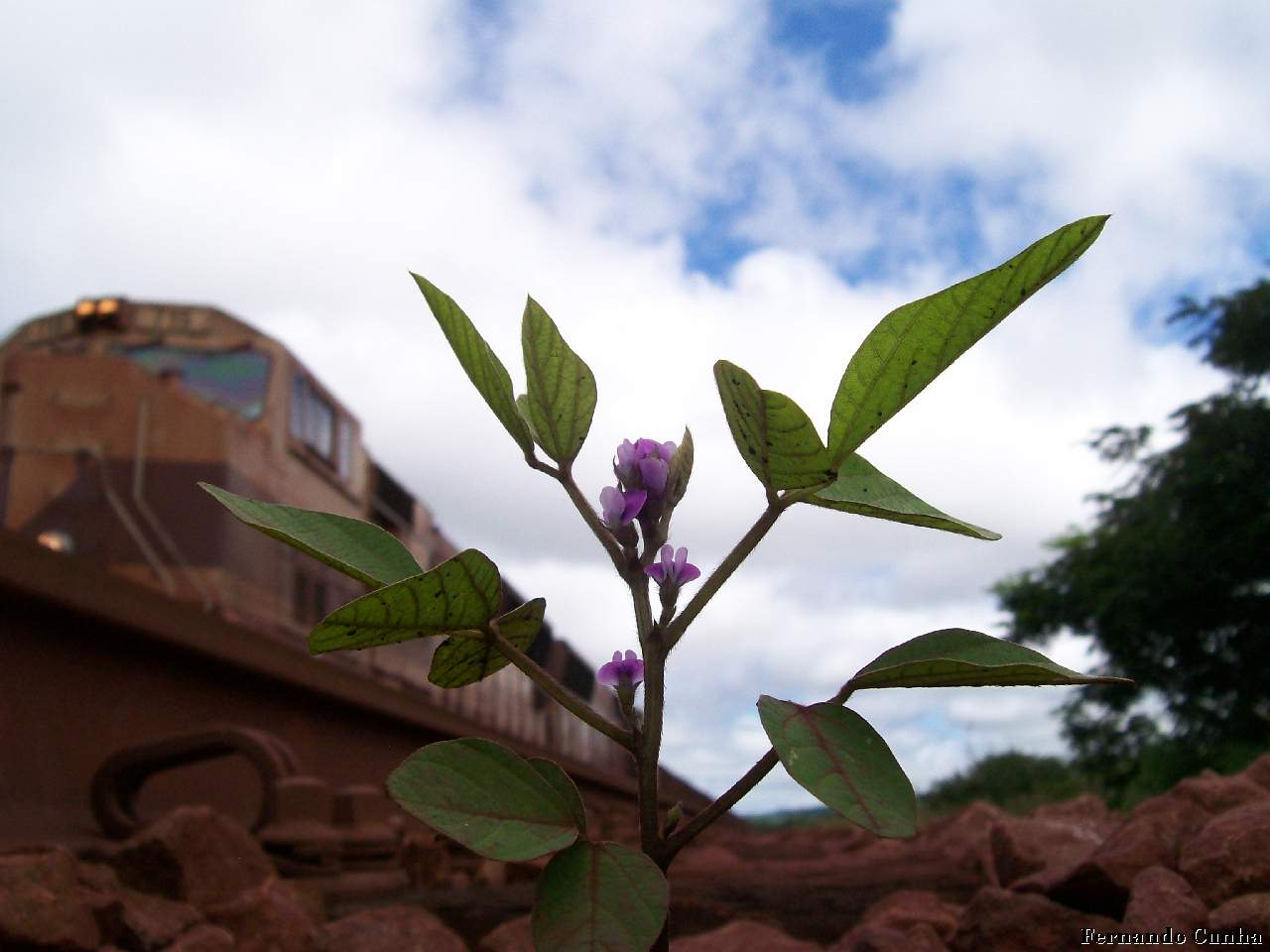
Uma flor em contraste com uma Locomotiva da E.F Carajás
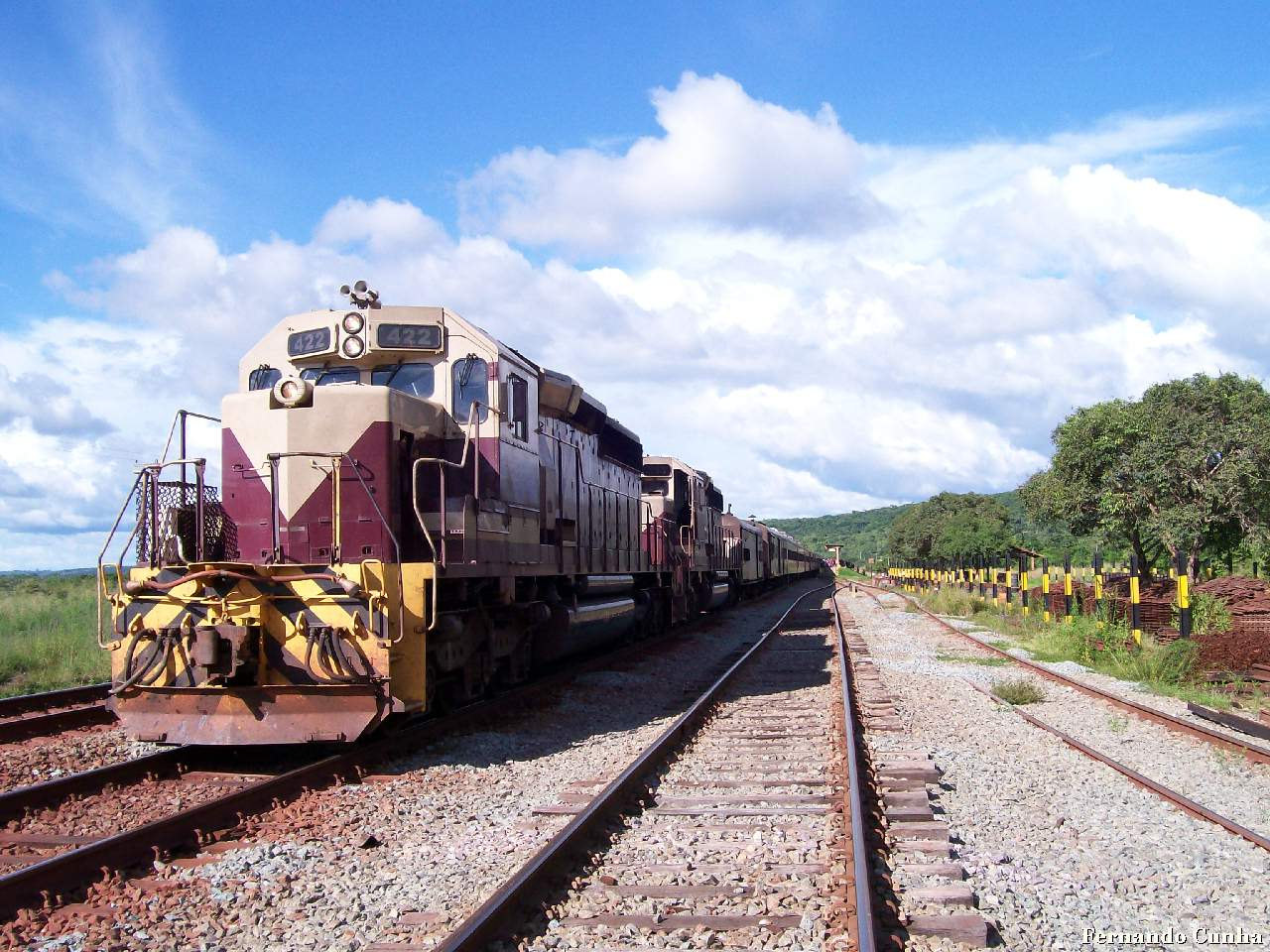
Trem de passageiros da Estrada de Ferro Carajás.
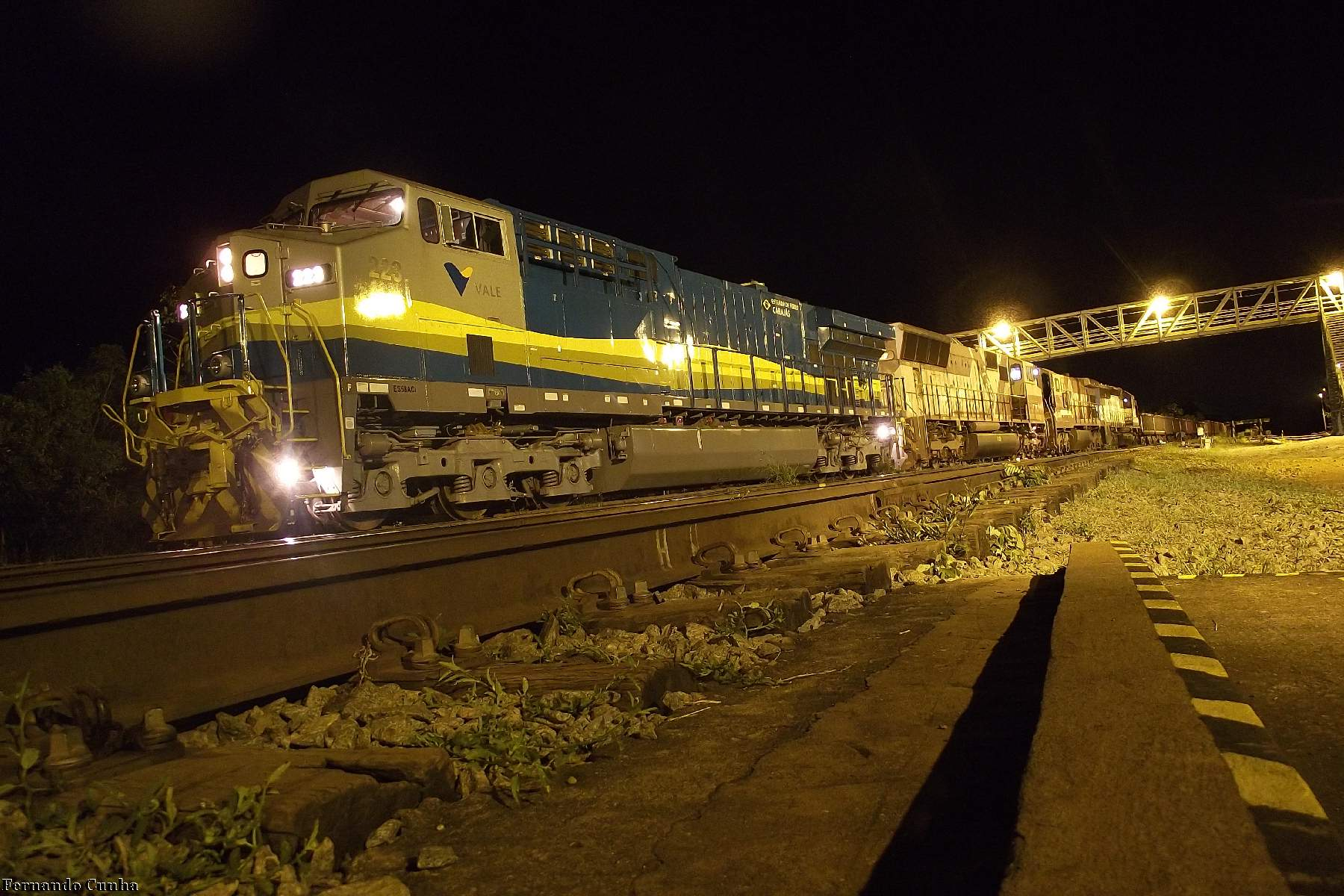
Trem cargueiro da Estrada de Ferro Carajás em Açailândia, com uma locomotiva GE ES58Aci.
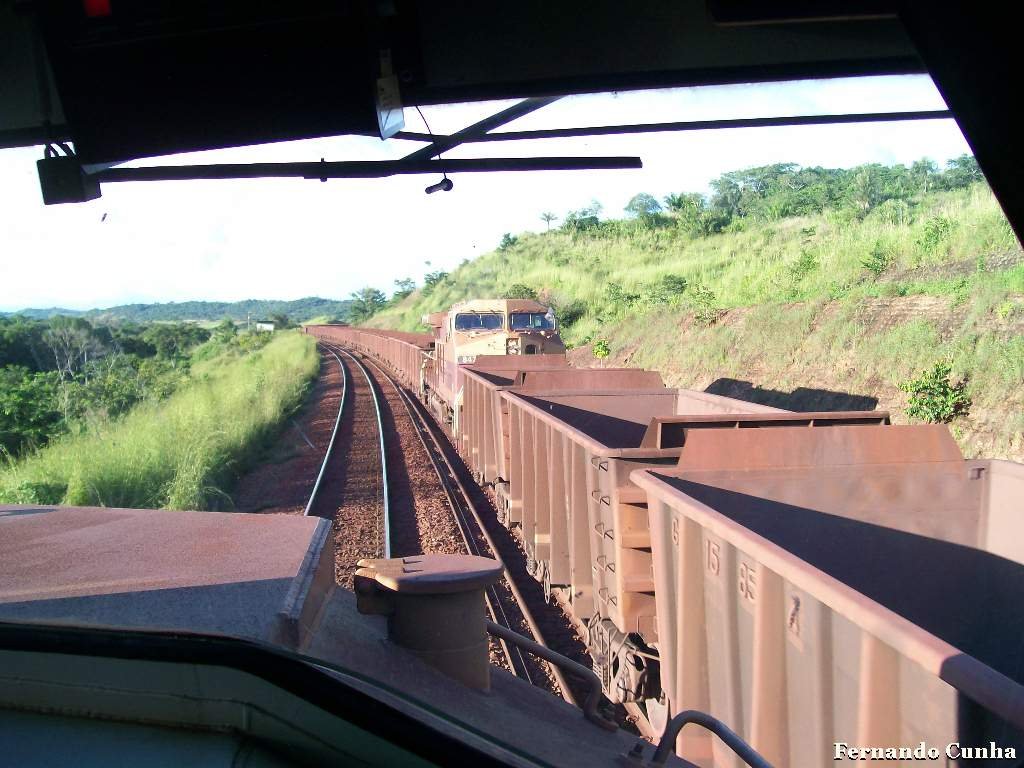
Locomotiva remota em um trem de minério com tração distribuída e 332 vagões.